# Bis jetzt
Bis jetzt ist ein Compilation-Album des Sängers und Liedermachers Hannes Wader aus dem Jahre 1987.

## Entstehung
Dieses Album stellt ein Tondokument zu Waders 20-jährigen Bühnenjubiläum dar und wurde im November 1986 auf einem Konzert mitgeschnitten und im Februar 1987 von Ben Ahrens abgemischt, der auch als Produzent dieses Album geführt wurde. Weitere Live-Alben des Liedermachers sind:
Dass nichts bleibt wie es war (1982), Auftritt: Hannes Wader (1998), Was für eine Nacht (2001, mit Konstantin Wecker) und Mey, Wader, Wecker – das Konzert (2003).
Hannes Wader hatte in 20 Jahren Höhen und Tiefen. In den 70er Jahren war er der Star der linksalternativen Szene, politisch überaktiv und kritisch. Knut Kiesewetter gilt als Entdecker des Liedermachers. Er produzierte mit ihm sein erstes Album Hannes Wader singt … (1969). Auf seinem zweiten Album Ich hatte mir noch so viel vorgenommen (1971) pflegte er bereits jenen Gitarrenstil, der ihn so berühmt und unverwechselbar machen sollte. Dann kam der Ärger um Gudrun Ensslin und seinem DKP Eintritt (siehe Seite Hannes Wader – Die 70er Jahre: Hannes Wader und die Politik). Spätestens der Medienboykott wegen seines DKP-Eintrittes ließ ihn vorübergehend in Vergessenheit geraten und verhinderte bis heute, dass er eine ähnliche Popularität wie Reinhard Mey nicht nur aufbauen, sondern auch halten konnte. Von 1974 bis 1978 war er überwiegend Volkssänger, um Ende der 70er und Anfang der 80er Jahre mit den Alben Wieder unterwegs (1979) und Es ist an der Zeit (1980) wieder politischer zu werden. Zwischen 1974 und 1980 hatte er nur ein Album mit Eigenkompositionen veröffentlicht: Kleines Testament (1976).
Nach dieser Tournee zog sich Wader lange aus der Öffentlichkeit zurück. Drei Jahre lang betrat er kein Studio. Er arbeitete an seinem Hamburg-Lieder-Zyklus, der auf dem Album Nach Hamburg (1989) schließlich erschien.
Er machte eine Rückschau und brachte auch Lieder aus den aktuellen Alben Glut am Horizont (1985) und Liebeslieder (1986) und seine wichtigsten älteren Lieder wie etwa Blumen des Armen, Der Rattenfänger, Charley und Hotel zur langen Dämmerung. Aus dem Album Es ist an der Zeit sang er Hafenmelodie.

## Titelliste
1. Gut wieder hier zu sein (aus: Nicht nur ich allein (1983))
2. Wir werden sehn (aus: Glut am Horizont (1985))
3. Blumen des Armen (aus: Hannes Wader singt … (1969))
4. Der Rattenfänger (aus: Der Rattenfänger (1974))
5. Johnny (aus: Glut am Horizont (1985))
6. Charley (aus: Ich hatte mir noch so viel vorgenommen (1971))
7. Mammi (aus: Liebeslieder (1986))
8. Cocaine (aus: 7 Lieder (1972))
9. Der Rattenfänger im Kaffee G.
10. Hotel zur langen Dämmerung (aus: Kleines Testament (1976))
11. Am Fluß (aus: Glut am Horizont (1985))
12. Unterwegs nach Süden (aus: 7 Lieder (1972))
13. Hafenmelodie (aus: Es ist an der Zeit (1980))
14. Lisa (aus: Liebeslieder (1986))

In der als Doppelalbum erschienenen ursprünglichen Version waren außerdem die Titel „Dat du min Leefste büst“, „Pablo“ und „Landsknecht“ enthalten.

## Sonstiges
- Der Ton wurde von Ben Ahrens abgemischt, der auch als Produzent geführt wird.

- Erstmals seit langem arbeitete Wader nicht mit seiner Band, die ihn von Anfang der 80er Jahre live und bei allen Studioalben begleitete. Es blieb nur noch Reinhard Bärenz (Gitarre, Gitarren-Synthesizer) übrig.

- Das Lied Der Rattenfänger ist in zwei Versionen auf der CD. Einer vollständigen Version steht ein Out-Take eines früheren Konzertes im Konzertsaal Kaffee G., ebenfalls live eingespielt, gegenüber. Wader „verhaspelt“ sich in dieser mehrfach in der fünften Strophe („Als der Mond schien, flickte ich meine Lumpen...“) und kündigt im Spaß an, nie mehr auftreten zu wollen, falls er es beim wiederholten Male nicht schaffe, das Lied korrekt zu beenden. Er versingt sich abermals, fügt aber an diese Ankündigung an, dass sie auf das Kaffee G. beschränkt gewesen sei. Beim nächsten Versuch klappt alles und Wader kann offenbar den Rattenfänger zu Ende spielen. Der Out-Take wird kurz danach jedoch ausgeblendet.

- Zwischendurch erschien das Liederbuch Dass nichts bleibt wie es war, das alle seine Lieder enthielt (1984 – Pläne – Aris)